# Ota Hemele
Ota Hemele (* 22. Januar 1926 in Prag; † 31. Mai 2001 ebenda; seltener Otto Hemele oder Otakar Hemele) war ein tschechischer Fußballspieler. Er bestritt zehn Länderspiele für die Tschechoslowakei und nahm an der Fußball-Weltmeisterschaft 1954 teil.

## Karriere
Ota Hemele begann mit dem Fußballspielen als elfjähriger im Prager Stadtteil Radlice. Schon mit 15 Jahren spielte der Stürmer für die erste Mannschaft des Radlický AFK. 1941 wollte Sparta Prag das Talent verpflichten, allerdings nur für die Juniorenmannschaft. Die Funktionäre des Radlický AFK lehnten ab.
Im Dezember 1942 fragte Slavia Prag an und ließ Hemele in der ersten Mannschaft vorspielen. Der 16-jährige überzeugte und debütierte im Januar 1943 in einem Testspiel gegen den SK Slaný. Slavia gewann 9:1, Hemele, der neben Josef Bican spielte, schoss fünf Tore. Gleich in seinem ersten Jahr bei Slavia wurde Hemele Tschechischer Meister. In der Spielzeit 1943/44 schoss der junge Stürmer 22 Tore, nur sein Sturmpartner Bican war mit 39 Toren erfolgreicher. Anfang 1947 wurde Hemele im Tausch für Zdeněk Sobotka an SK Židenice transferiert, nach nur wenigen Monaten wurde die misslunge Aktion jedoch wieder rückgängig gemacht. Auch wenn er nur die Hinrunde für Slavia spielte, konnte sich Hemele über seine zweite Meisterschaft freuen.
Im Sommer 1948 wurde er aus politischen Gründen und auf Geheiß kommunistischer Funktionäre in den Kader des neu entstandenen Armeevereins ATK Prag berufen, obwohl er damals als Jura-Student Recht auf Aufschub der Einberufung hatte. Zur Spielzeit 1950 durfte Hemele zu Slavia zurückkehren, das inzwischen Dynamo Prag hieß und unter der Missgunst des kommunistischen Regimes zu leiden hatte. 1951 stieg Dynamo ab, Hemele spielte ein Jahr in der zweiten Liga und musste 1953 erneut zum zwischenzeitlich in ÚDA Prag umbenannten Armeeklub wechseln. Nach nur einer Saison durfte Hemele zu Slavia zurückkehren, die großen Zeiten war allerdings vorbei. 1958/59 reichte es zu einem dritten Platz.
Zwischen 1948 und 1954 trug Hemele zehn Mal das Dress der Tschechoslowakischen Nationalmannschaft. In seinem zweiten Spiel, am 31. Oktober 1948 in Bratislava beim 3:1 gegen Österreich schoss er zwei Tore, ebenso bei seinem dritten Einsatz am 23. März 1949 am gleichen Ort beim 2:2 gegen Luxemburg. Sein letztes Spiel für die Tschechoslowakei bestritt Hemele am 19. Juni 1954 bei der Weltmeisterschaft 1954 in der Schweiz.
Nach dieser Saison wechselte Hemele zu Spartak Prag Motorlet und wurde dort Spielertrainer. 1963/64 gelang der Mannschaft der Aufstieg in die 1. Liga, in der sie sich jedoch nur eine Spielzeit halten konnte. Im Juni 1965 beendete Ota Hemele seine Karriere.
In der höchsten Spielklasse schoss Ota Hemele 133 Tore und ist damit Mitglied Nummer 15 im Klub der Torjäger, dem Klub ligových kanonýrů. Für Slavia Prag erzielte er in 332 Spielen 274 Tore.
Nach seiner Zeit als Spieler arbeitete Ota Hemele als Fußballtrainer unter anderem bei Motorlet Prag, Spartak Hradec Králové, AEL Limassol, ČSAD Benešov und Admira Kobylisy (1985). Er spielte für die Alte Herren-Mannschaft von Slavia Prag und war für den Verein als Repräsentant tätig. Anfang der 1990er-Jahre unter Boris Korbel war er auch Vorstand der Fußballabteilung.
Am 31. Mai 2001 verstarb Ota Hemele im Prager Krankenhaus Motol. 

### Stationen
- Radlický AFK (1937–1942)
- Slavia Prag (1942–1946, 1947–1948, 1950–1953, 1955–1959)
- SK Židenice (1947)
- ATK/ÚDA Prag (1948–1950, 1953–1954)
- Spartak Prag Motorlet (1959–1965)

### Erfolge
- Tschechoslowakischer Meister: 1947 und 1953
- Meister Protektorat Böhmen und Mähren: 1943